# Peer (Zelllinie)
Die Zelllinie Peer wurde 1977 einem vierjährigen Mädchen entnommen, das an einer akuten lymphoblastischen Leukämie vom T-Zell-Typ (T-ALL) erkrankt war. Seitdem wird die Zelllinie in der experimentellen Forschung genutzt.
Morphologisch handelt es sich um kleine, runde Zellen mit folgenden Oberflächenmarkern: CD2 -, CD3 +, CD4 +, CD5 +, CD6 +, CD7 +, CD8 +, CD13 -, CD19 -,CD34 -, TCRalpha/beta -, TCRgamma/delta +.
Peer-Zellen sind Virus-negativ.